# Thomas Randolph, 2. Earl of Moray
Thomas Randolph, 2. Earl of Moray (* vor 1306; † 11. August 1332 bei Perth) war ein schottischer Adliger und Militär.
Thomas Randolph war der älteste Sohn von Thomas Randolph, 1. Earl of Moray und von dessen Frau Isabel Stewart. Sein Vater war ein loyaler Unterstützer und der engste Vertraute des schottischen Königs Robert I. Nach dessen Tod 1329 übernahm sein Vater als Guardian die Regentschaft für den minderjährigen König David II.
Er wurde 1331 zum Ritter geschlagen. Beim Tod seines Vaters im Juli 1332 erbte Thomas den Titel Earl of Moray und die Besitzungen seines Vaters. Eine Gruppe von englischen Adligen unter Henry de Beaumont und Edward Balliol, die Ansprüche auf schottische Besitzungen erhoben, wollte den Wechsel in der Regierung ausnutzen, um ihre Ansprüche mit Gewalt durchzusetzen. Sie landeten im August mit einem Heer in Schottland, worauf ihnen der neue Guardian, der Earl of Mar mit einem Heer entgegentrat. Moray war einer der Führer dieses Heeres, das in der Schlacht von Dupplin Moor gegen die sogenannten Enterbten eine vernichtende Niederlage erlitt. Er fiel in der Schlacht.
Sein Erbe wurde sein jüngerer Bruder John.